# Џексонвил (Орегон)
Џексонвил (енгл. Jacksonville) град је у америчкој савезној држави Орегон.

## Демографија
По попису из 2010. године број становника је 2.785, што је 550 (24,6%) становника више него 2000. године.
| Група             | 2000.         | 2010.         |
| Белци             | 2.111 (94,5%) | 2.599 (93,3%) |
| Афроамериканци    | 7 (0,3%)      | 10 (0,4%)     |
| Азијати           | 8 (0,4%)      | 24 (0,9%)     |
| Хиспаноамериканци | 55 (2,5%)     | 82 (2,9%)     |
| Укупно            | 2.235         | 2.785         |